# Susan Glover
Pour les articles homonymes, voir Glover.
Susan Glover est une actrice canadienne.

## Filmographie
- 1987 : The Marvelous Land of Oz (vidéo) (voix)
- 1987 : The Wonderful Wizard of Oz (vidéo)
- 1987 : The Wonderful Wizard of Oz (série télévisée) : General Jinjur (voix)
- 1988 : La Loi criminelle (Criminal Law) : Reporter
- 1989 : Without Work: Is Everyone Here Crazy
- 1990 : A Touch of Murder
- 1990 : The Phoenix (voix)
- 1990 : Nathaël and the Seal Hunt (voix)
- 1991 : Samouraï Pizza Cats (série télévisée) : Lucille Omitsu, Princess Violet Tokugawa and Lucinda (voix)
- 1993 : Destin divin (Divine Fate) (voix)
- 1993 : Vendetta II: The New Mafia (TV) : Dr. McMain
- 1993 : David Copperfield (TV) : Additional Voices (voix)
- 1995 : The Little Lulu Show (série télévisée) : Mrs. Tompkins
- 1995 : Dr. Jekyll et Ms. Hyde : Nose
- 1996 : Night Hood (série télévisée) : Countess May Hem (voix)
- 1996 : Impasse (Dead Innocent) : Rosa
- 1996 : Les Voyageurs de l'arc-en-ciel (Rainbow) : Flower Box Woman
- 1997 : Princesse Sissi (série télévisée) (voix)
- 1997 : Suspicious Minds : Candy
- 1997 : For Hire : Dr. Peterson's Receptionist
- 1997 : État d'urgence (The Peacekeeper) : Presidential Aide #2
- 1998 : Hysteria : Mrs. Schmidt
- 1998 : Going to Kansas City : Teri Kolchek
- 1998 : Random Encounter : Judy Grant
- 1999 : The Animal Train (vidéo) : Tigress (voix)
- 1999 : X-Chromosome (série télévisée) : Barb (voix)
- 2000 : La Cinquième Sœur (Satan's School for Girls) (TV) : Mrs. Hammersmith
- 2000 : Audrey Hepburn, une vie (The Audrey Hepburn Story) (TV) : English Actress
- 2000 : Stardom : Claire Crosby
- 2000 : Le Fossile (Two Thousand and None) : Wife
- 2000 : Nuremberg (TV) : Emmy Goering
- 2001 : Heart: The Marilyn Bell Story : Phyllis Rider
- 2002 : Moïse : L'Affaire Roch Thériault (Savage Messiah) : Rod's Wife
- 2002 : The Struggle : Mrs. Hull
- 2002 : Jack & Ella : Alice
- 2003 : Jericho Mansions : Valda
- 2003 : Le Mur du secret (Wall of Secrets) (TV) : Amelie Martell
- 2001 : What's with Andy? (série TV) : Mom (2003- ) (voix)
- 2004 : I Do (But I Don't) (TV) : Sales Lady
- 2004 : False Pretenses (TV) : Art Collector
- 2005 : Living with the Enemy (TV) : Tanya
- 2007 : Alerte tsunamis (en) (Killer Wave) de Bruce McDonald  (mini-série télévisée, épisodes 1 et 2) : un docteur de la Croix-Rouge
- 2013 : L'Extravagant Voyage du jeune et prodigieux T. S. Spivet de Jean-Pierre Jeunet